# Orquestra d'Extremadura
L'Orquestra d'Extremadura (OEx) és una orquestra amb seu a Badajoz. El seu concert inaugural es va celebrar un 27 d'octubre a la Basílica del Reial Monastiri de Santa María de Guadalupe. Ha comptat amb directors convidats com Thomas Clamor, Pablo González, Salvador Mas, Josep Caballé, Antoni Ros Marbá, Salvador Vázquez, Francisco Valero, Anne Manson, Nuno Coelho, Martín Baeza-Rubio, Sergio Azzolini, Dmitry Sinkovsky, Henry Cheng, Cristóbal Soler o Ramón Ortega, i amb solistes com Joaquín Fernández, Miguel Espejo, Francisco López, Carmen Solís, Jorge Luis Prats, Josu de Solaun, Lucjan Luc, Daahouh Salim, Roxana Wisniewska, Guy Braunstein, Francisco Fullana, Stefan Dohr, Asier Polo, Víctor Segura i Joaquín Arrabal.